# Descoberta da Austrália

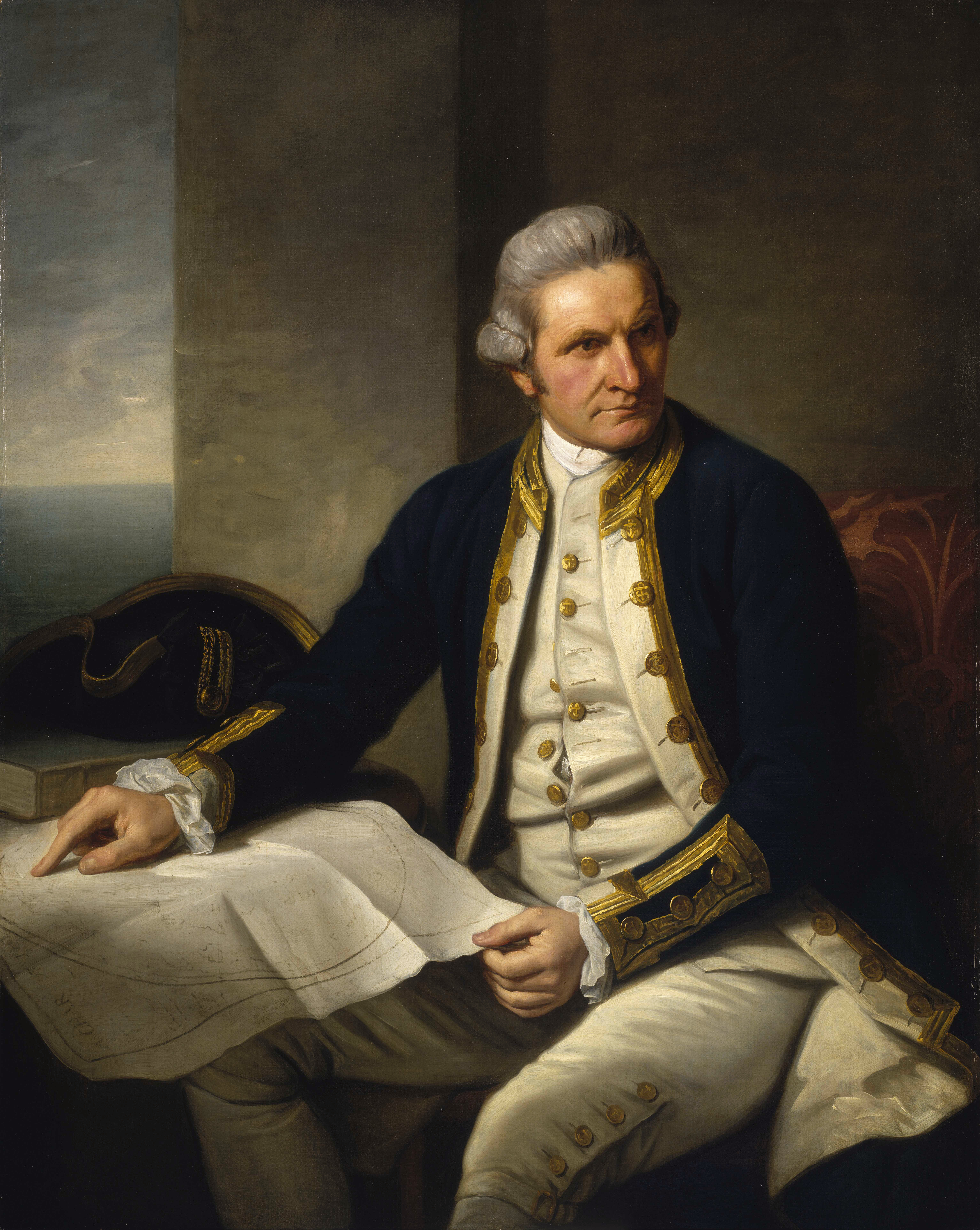
O Capitão James Cook foi o responsável pela reivindicação da posse da Austrália para a Inglaterra em 1770

O responsável oficial pela descoberta da Austrália pelos norte-europeus foi o Capitão James Cook, que reclamou o vasto continente para a coroa do Reino Unido no dia 21 de Agosto de 1770 e lhe chamou Nova Gales do Sul. Porém, e sem contar com a colonização aborígene verificada há cerca de 40 000 anos, a viagem do Capitão Cook foi apenas o corolário de várias expedições exploratórias aos mares do Sul em busca do mítico continente do Sul. Nestas viagens, a Austrália teria sido visitada, segundo alguns investigadores, por portugueses (em 1522, por Cristóvão de Mendonçae em 1525 por Gomes de Sequeira), sendo certas as visitas dos neerlandeses a vários pontos da costa australiana a partir do século XVII.

## O continente austral
A existência de um grande continente austral nas antípodas da Europa foi postulada pelos geógrafo clássico Ptolomeu, por razões de simetria e equilíbrio cósmico. Mais tarde, no ano 50, Pompônio Mela denominou este continente Terra Australis Incognita, avançando a hipótese de que seria a fonte do rio Nilo.
Na época das descobertas e do Renascimento, a existência do continente do Sul estava rodeada de mitos e lendas que lhe atribuíam habitantes, fauna e flora exóticos e outras maravilhas naturais. A terra australis era uma obsessão para os navegadores que ambicionavam as suas supostas riquezas em ouro e especiarias, além de alimentar profundamente o imaginário popular da época. Para descobrir o que seria a Austrália, foram precisos quase 300 anos de viagens, até ao sucesso do Capitão James Cook no final do século XVIII.

## Contactos asiáticos
É provável que a chegada dos europeus à Austrália fosse antecedida por viagens de navegadores oriundos de vários pontos da Ásia. Acredita-se que os pescadores de Macassar, da ilha de Celebes, visitavam regularmente os mares da Terra de Arnhem (no  actual Território do Norte) para capturarem o pepino-do-mar, que exportavam para a China, onde este gozava o estatuto de refinada iguaria, antes do século XVIII.
Vários documentos árabes e chineses mencionam uma terra meridional, mas os detalhes sobre esta são escassos, não permitindo estabelecer uma relação directa com a Austrália. Os mercadores e comerciantes árabes, malaios e chineses podem ter desembarcado na Austrália, mas não há provas determinantes nesse sentido.

## Visitas portuguesas

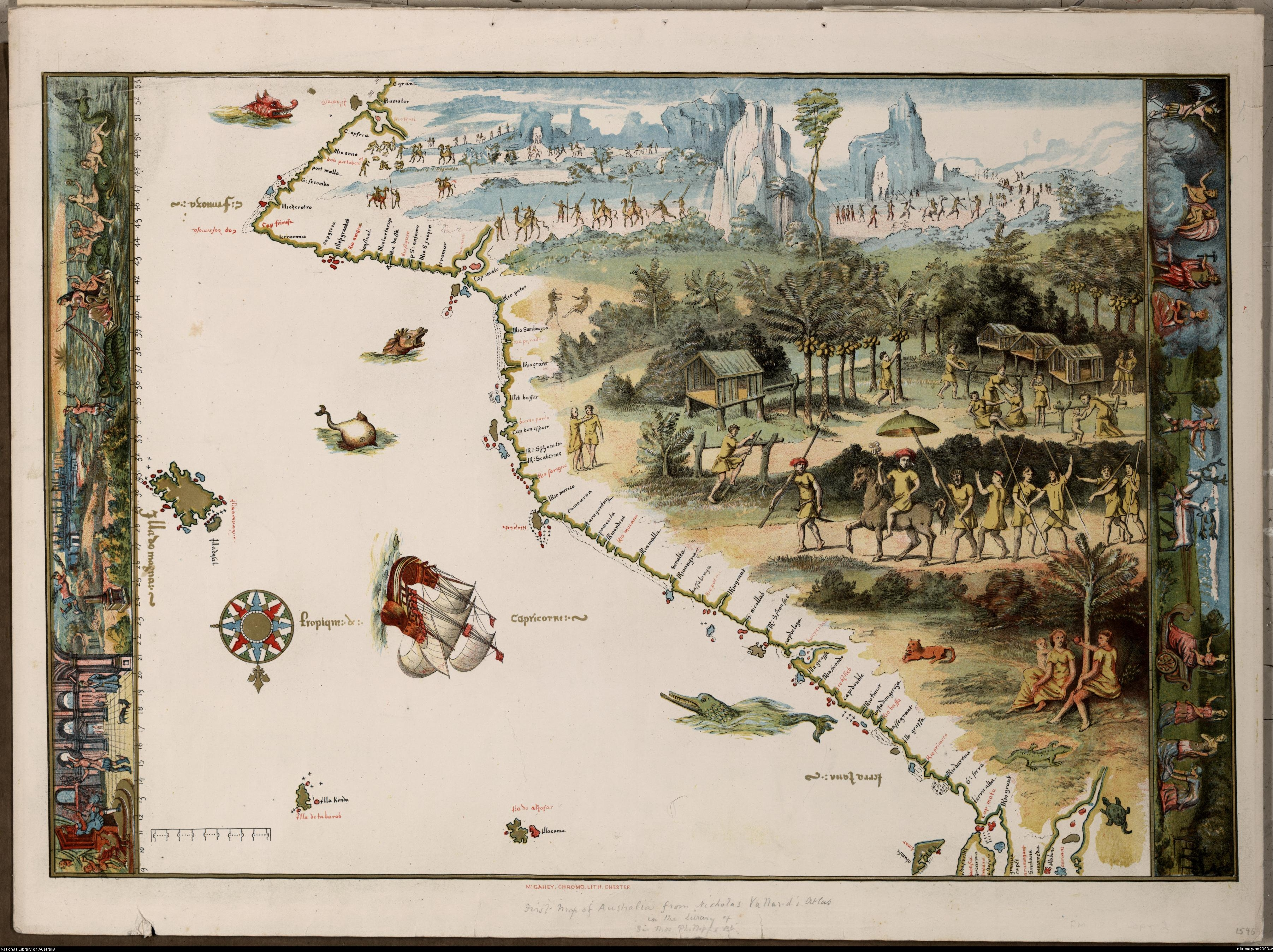
Carta do atlas de Nicholas Vallard (1547), um dos Mapas de Dieppe, que alguns investigadores consideram representar a costa nordeste australiana (imagem: Biblioteca Nacional da Austrália)

O primeiro contacto europeu com o continente do Sul teria sido efectuado por navegadores portugueses, embora não haja referências a esta viagem ou viagens nos arquivos históricos de Portugal. A principal evidência para estas visitas não declaradas foi a descoberta de dois canhões portugueses afundados ao largo da baía de Broome na costa noroeste da Austrália. A tipologia dessas peças de artilharia indica serem de fabricação portuguesa, podendo ser datadas entre os anos de 1475 e 1525.
O historiador australiano Peter Trickett afirma que duas expedições portuguesas realizadas nos mares da Indonésia no primeiro quartel do século XVI teriam chegado ao território australiano: a expedição de Cristóvão de Mendonça a partir de Malaca para o sul em busca das "ilhas de ouro" (1522), mas sobretudo a de Gomes de Sequeira (1525) que supostamente teria atingido a Península de York. Para reforçar esta tese evoca-se o estabelecimento pelos portugueses em 1516 de um entreposto comercial em Timor, que fica a cerca de 500 quilômetros da Austrália.
Segundo o historiador e filólogo Carl von Brandenstein, os portugueses teriam naufragado no noroeste da Austrália Ocidental, perto da ilha de Depuch, entre 1511 e 1520, tendo sido os primeiros europeus a tocar a Austrália, de onde não puderam sair. Estes portugueses acabariam por se integrar com a população local, deixando marcas culturais assimiladas pelos aborígenes. A fundamentação das suas teorias encontra-se na análise das línguas das etnias Ngarluma e Karriera (tribos da Austrália Ocidental), que apresentam particularidades que não se detectam nas outras línguas aborígenes, como o uso da voz passiva. von Brandenstein apresenta também uma lista de palavras destas línguas que alega terem uma origem portuguesa (exemplos: thartaruga de tartaruga, monta/manta de monte, thatta de tecto).
Uma série de mapas conhecidos como Mapas de Dieppe, produzidos por uma escola de cartografia na cidade francesa de mesmo nome entre 1536 e 1566, e que revelam uma influência portuguesa, retratam uma terra chamada Jave La Grande que apresenta uma configuração de costa que lembra a costa ocidental australiana, em alguns casos representando formas vegetais e etnográficas. Alguns académicos rejeitam uma ligação dos mapas com representações da Austrália, argumentando que as formas vegetais e humanas são típicas das ilhas da Indonésia ou que seriam meras representações lendárias.
Pode ainda ser salientado um mapa neerlandês do século XVII que representa uma barreira de coral com o nome de Abreolhos. Esta palavra é uma derivação da expressão de língua portuguesa abre olhos, que era usada com frequência para assinalar zonas de perigo em cartas marítimas lusitanas (expressão ainda hoje utilizada popularmente para designar qualquer acidente doloroso, que serve para ensinar a ter cuidado).
Para os partidários da tese da prioridade portuguesa, os navegadores lusitanos não reclamaram o continente para a coroa de Portugal e mantiveram a descoberta aparentemente em silêncio. Os motivos do secretismo desta eventual iniciativa estariam relacionados com o Tratado de Tordesilhas, que determinava que a zona da Austrália seria, quando descoberta, propriedade da coroa espanhola. Para adensar o mistério, os eventuais registos e notas de bordo destas expedições devem ter desaparecido na destruição do Terramoto de Lisboa de 1755.
Com a morte do Cardeal-Rei D. Henrique em 1580, e com a formação da união pessoal entre as coroas portuguesa e espanhola, Portugal nunca mais retomou as iniciativas de exploração nesta parte do mundo. A falta de documentos escritos sobre estas expedições faz com que a presença portuguesa na costa australiana seja posta em causa por muitos historiadores.
Richard Henry Major defende que os portugueses estiveram na costa australiana também em 1601 através de expedição do navegador Manuel Godinho de Erédia, sob ordens do Vice-Rei da Índia Ayres de Saldanha. Apresenta como prova uma cópia de mapa que o próprio descobriu no Museu Britânico em que aparece a seguinte inscrição: "Nuca Antara foi descoberta no ano de 1601, por Manuel Godinho de Erédia, por mandado do Vice-Rei Ayres de Saldanha". Nuca Antara se refere a uma região da costa da Austrália que supunha-se ter sido descoberta pelos holandeses apenas em 1616.

## Encontros e desencontros

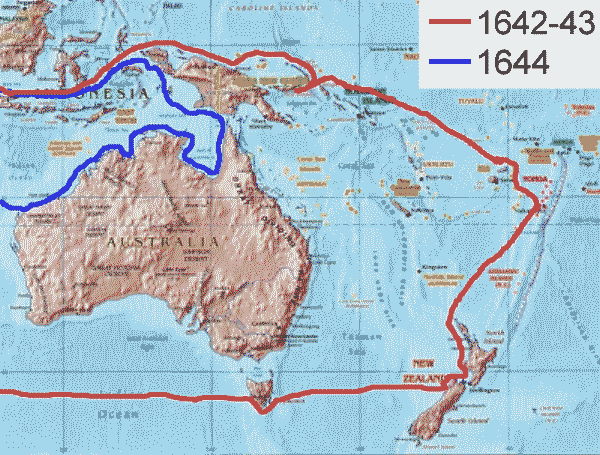
As rotas de Abel Tasman: a vermelho o percurso que o levou a contornar a Austrália sem a ter avistado.

Durante o século XVI, a Espanha financiou várias expedições em busca do continente do Sul, a primeira das quais capitaneada por Fernão de Magalhães. Magalhães morreu nas Filipinas, mas a sua frota conseguiu realizar a primeira volta ao mundo e a primeira travessia do que se passou a designar como Oceano Pacífico. Esta viagem serviu de inspiração às expedições seguintes, mas foi necessário chegar ao início do século XVII  para que se realizasse o primeiro contacto registado com a Austrália.
Em 1567, uma expedição espanhola comandada por Álvaro de Mendaña partiu do Peru e atravessou o Pacífico com o objectivo de chegar a umas ilhas que os Incas afirmavam ter visitado e donde teriam trazido ouro e prata. O resultado desta viagem seria a descoberta e exploração das Ilhas Salomão, assim denominadas em função da crença de que o rei Salomão teria dali retirado o ouro para adornar o templo de Jerusalém. Em 1595, Mendaña repetiu a viagem, tendo chegado às Ilhas Marquesas.
Em 1606, o navegador português Pedro Fernandes de Queirós (novamente partindo do Peru, ao serviço de Espanha) descobriu as Novas Hébridas (Vanuatu) e ficou convencido de que se tratava do continente do Sul. Queirós voltou para trás, em direcção ao México, mas ordenou que o seu segundo piloto, chamado Luís Vaz de Torres, regressasse pelo outro sentido, via Oceano Atlântico. Este navegador seguiu, para Oeste e atravessou o Estreito de Torres (baptizado hoje em dia com o seu nome) entre a Nova Guiné e o Cabo York, mas julgou que a península Norte da Austrália se tratasse apenas de mais uma ilha que não lhe mereceu especial atenção.
Entretanto, na Indonésia, a Companhia Holandesa das Índias Orientais tomava as primeiras providências para a exploração da área. O primeiro barco enviado para a área foi o Duykflen, capitaneado por Willem Jansz que tinha por missão investigar se a Nova Guiné tinha ouro, especiarias ou outras matérias primas de interesse comercial. Jansz navegou pelo Estreito de Torres, ancorou ao largo do Cabo York e tornou-se no primeiro europeu a desembarcar oficialmente na Austrália e a estabelecer o primeiro contacto com os aborígenes australianos. O encontro acabou em conflito e na batalha campal subsequente morreram muitos membros da tripulação do Duykflen. O relatório de Jansz não foi promissor para a zona, repleta de nativos agressivos e sem interesse económico evidente. Alguns navios neerlandeses que realizavam viagens da Europa em direcção a Batávia (Jacarta) foram arrastados por ventos da sua rota no sentido da Austrália. Um desses navios foi o Eendracht, do capitão Dirk Hartog, que em Outubro de 1616 chegou a uma ilha perto da costa australiana (que hoje tem o seu nome), em Shark Bay, onde deixou uma inscrição antes de prosseguir para Batávia. Esta viagem representou o primeiro contacto europeu com a Austrália Ocidental. Em 1627, num contexto semelhante ao de Hertog, Frans Thyssen e Pieter Nuyts exploraram a costa sul da Austrália, mas não desembarcaram em terra.
Finalmente, em 1642, Anthony van Diemen, o governador-geral da Companhia, decidiu que o assunto do continente do Sul deveria ser resolvido de uma vez por todas e organizou uma expedição que pretendia cartografar o que restava do mundo desconhecido. Para levar a bom termo estes objectivos ambiciosos escolheu Abel Tasman, um capitão experiente. Tasman decidiu-se por uma rota nunca antes tomada até à latitude de 54ºS, onde virou para Este, resolvendo navegar até encontrar terra. A ideia era inovadora mas a rota que tomou fez com que falhasse totalmente a Austrália. A sua primeira descoberta foi uma ilha, a que deu o nome de Terra de van Diemen, baptizada mais tarde como Tasmânia. Tasman descreve a costa Este da Terra de van Diemen como um local desolado, húmido e coberto de florestas impenetráveis, pouco atrativo para os objectivos comerciais dos seus patronos. Continuando a sua viagem, Tasman seguiu para Norte, descobriu a Nova Zelândia, Tonga e as Ilhas Fiji, e regressou à Indonésia em Junho de 1643. O percurso escolhido permitiu-lhe concretizar a proeza de dar a volta completa à Austrália sem nunca a ter avistado.
Na viagem seguinte, em 1644, Tasman conseguiu por fim descobrir a costa Norte da Austrália. O seu relatório menciona uma zona desértica e habitada por nativos pouco amigáveis. Com esta viagem chegava ao fim o interesse holandês no continente austral, que não tinha matérias primas que a Companhia das Índias pudesse explorar, nem povos amigáveis para estabelecer relações comerciais.

## A descoberta oficial

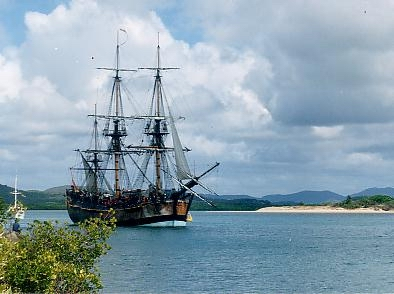
Réplica do HMS Endeavour, o navio utilizado por Cook na sua viagem de 1770

O interesse pelo continente austral reavivou-se no século XVIII, através das ambições coloniais do Império Britânico. Entre 1721 e 1766, a coroa britânica financiou várias expedições ao Oceano Pacífico que falharam a Austrália por seguirem rotas muito a Norte. Porém, vários avanços científicos recentes no controlo do escorbuto e na determinação da longitude, permitiam realizar agora viagens mais longas, mais seguras e com dados cartográficos resultantes mais fiáveis. A descoberta da Austrália estava, pois, mais próxima que nunca, apesar dos falhanços britânicos iniciais.
No dia 25 de Agosto de 1768, um navio de 32 metros chamado HMS Endeavour largou do porto de Plymouth. A missão, comandada pelo Capitão James Cook, tinha como objectivo oficial observar o trânsito de Vénus que seria visível no Taiti em Junho de 1769. Para tal, a tripulação incluía vários cientistas civis, entre os quais o astrónomo Charles Green e o botânico Joseph Banks, seus ilustradores, assistentes e secretários. Logo que o fenómeno astronómico fosse registado na data prevista, o Capitão Cook deveria entrar na segunda parte da sua missão: seguir para sudeste e determinar de uma vez por todas se o misterioso continente austral existia ou não.
O Endeavour levou cerca de oito meses a chegar ao Tahiti, via Rio de Janeiro e Estreito de Magalhães e conseguiu chegar ao arquipélago a tempo de observar o trânsito de Vénus. Em Agosto de 1769, com meia tarefa cumprida e os cientistas satisfeitos, Cook rumou para o desconhecido. A 6 de Outubro o Endeavour avistou terra e ancorou no que Cook denominou de Poverty Bay (Baía da Pobreza). A tripulação, pensando ter descoberto o continente austral, tinha apenas ancorado ao largo da Ilha do Norte da Nova Zelândia. O erro foi rapidamente descoberto e Cook passou os quatro meses seguintes cartografando cerca de 2400 milhas da linha costeira das Ilhas do Norte e do Sul, na área que hoje em dia representa o Estreito de Cook. Para além das características geográficas, a tripulação do Endeavour registou também a presença de nativos ferozes, muito organizados e agressivos – os Maori – que representavam uma ameaça constante em todas as idas a terra.
Em 31 de Março de 1770, o Capitão Cook decidiu regressar ao Reino Unido, concluindo que o continente austral era apenas um mito. A rota escolhida para o regresso foi a Oeste, visto que o Inverno do Hemisfério Sul estava no início, o que tornava a passagem do Estreito de Magalhães bastante perigosa. Cerca de duas semanas depois o Endeavour avistou uma nova linha de costa e Cook decidiu seguir ao longo desta em direcção a Norte. A 29 de Abril, encontraram uma baía propícia para ancorar. A tripulação dirigiu-se a terra. O local revelou-se um paraíso para os naturalistas a bordo que passaram dias a colher e desenhar centenas de novos tipos e espécies de plantas. Em honra dos seus companheiros de viagem, Cook decidiu chamar o local de Botany Bay e seguiu em frente, desconhecendo que seria nesta mesma baía que 17 anos mais tarde se daria início à colonização da Austrália pelos europeus.
A viagem prosseguiu sem que ninguém se apercebesse de um perigo iminente: a Grande Barreira de Coral, a mais de 50 km ao largo na zona de Brisbane, afunila em direcção ao Norte, estando muito próxima da costa na área da actual Cairns. Depois de várias semanas de manobras perigosas para evitar os recifes, o desastre aconteceu finalmente ao largo do Cabo Tribulation (Cabo das Tribulações), onde o Endeavour abriu um rombo no casco, em resultado de uma colisão com o coral. Cook conseguiu aportar o seu navio antes deste naufragar e passou cerca de um mês e meio na área de Cooktown em reparações. No processo, perdeu grande parte das bagagens do Endeavour incluindo os canhões, lançados borda fora para aliviar peso, mas dando também a oportunidade aos naturalistas para realizarem mais observações e recolhas.
Já convencido da existência do continente austral, a que chamou Nova Gales do Sul, o Capitão Cook contornou o Cabo York no dia 21 de Agosto de 1770, entrando numa área já cartografada pelos navegadores holandeses. Para assinalar a descoberta, a tripulação desembarcou numa ilhota, hoje chamada Possession Island (Ilha da Possessão), onde Cook içou a Union Jack ao som de uma salva de mosquetes, reclamando assim o novo continente para o Império Britânico.
Estava pois concretizado o fim do mito do continente austral e a descoberta do que seria mais tarde a Austrália.